# Бапном
Бапно́м (современное произношение китайского названия — Фунань, древнее произношение — Биунам) — раннеклассовое государство в Юго-Восточной Азии в I—VI веках, первое кхмерское государство, явившееся вторым по возрасту в Юго-Восточной Азии (после вьетских государств Ванланг и Аулак). Располагалось в юго-восточной части современной Камбоджи, в дельте Меконга. Столицей был город Вьядхапура. Первоначально в состав территории Бапнома входили земли от озера Тонлесап до устья Меконга. В дальнейшем вследствие войн древнекхмерских курунгов на западе и на севере, территория государства была расширена вчетверо.

## Название
Название Фунань известно в китайской иероглифической записи (кит. упр. 扶南, пиньинь Fúnán), однако работы по реконструкции китайской фонетики древности (древнее китайское звучание было «Биунам»), и исследования специалистов-кхмерологов показали, что так было записано слово «Бапном», связанное с древним кхмерским титулом монарха — «курунг бнам» (царь горы).

### На других языках
- Кхмерский: នគរភ្នំ [nɔkɔː pʰnum];
- Фунам (вьет. Phù Nam);
- тайский: ฟูนาน [fuːnaːn].

## История

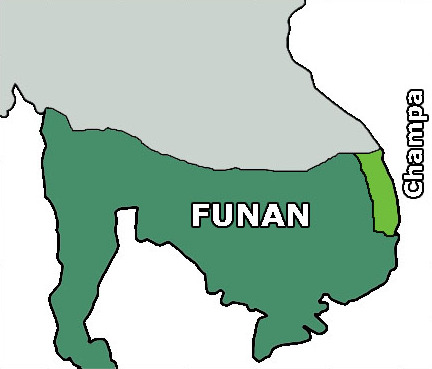
Бапном (Funan) в III веке

О государстве Бапном известно довольно мало. В III веке один из его военачальников — Фаньшимань — подчинил власти Бапнома прибрежные царства на западе вплоть до Малаккского полуострова. За свои военные заслуги Фань Ши-мань был избран населением править страной, и при нём государство Бапном превратилась в значительную торговую империю.
IV век стал заметным рубежом в истории Бапнома: организованные государством по общинному принципу отряды сооружали каналы и проводили дренажные работы в болотистой дельте Меконга. Освоенные земли были посвящены богам и признаны царскими. Аналогичным образом были освоены земли на восточном побережье Малаккского полуострова. Развитие экономики дало толчок урбанизации.
Согласно китайским источникам, в начале V века в Бапноме правил царь Каундинья II. Ему приписывается изменение местных законов, приведение их «в соответствие с индийскими». Индуизм укрепился в Бапноме в V в. первоначально в более мягкой вишнуистской форме, более терпимой к другим религиям, в частности к распространенному в империи буддизму (к концу века, по-видимому, в основном махаянистскому).
В конце VI века Бапном был поглощён своим бывшим вассалом — государством Ченла. В середине VI века Ченла была вассалом Фунани, однако к концу века достигла независимости и в конечном счёте завоевала всю её территорию, абсорбировав её народы и культуру.

## Экономика
В основе экономики лежало орошаемое рисоводство в бассейне реки Тонлесап, берущей своё начало в озере Тонлесап, и в прилегающих территориях по берегам Меконга. Широко применялась охота на буйволах и быках. К тому времени древние кхмеры добились высоко уровня развития ремёсел, вследствие чего их большие города, находившиеся в центрах рисопроизводящих районов, где оросительные каналы пересекались с транспортными (для торгового судоходства), стали крупными торговыми центрами. По транспортным каналам могли проходить и морские суда, в основном это были китайские торговые корабли. Водоснабжение в городах было организовано таким образом, чтобы свести до минимума возможное заражение в условиях частых в тропиках эпидемий.
В земледелии и ремёслах повсеместно использовались железные орудия. Помимо буйволов и быков широко применялись прирученные слоны, для которых была изобретена своеобразная упряжь.
В гончарном ремесле использовался ножной гончарный круг. Гончары в значительной степени были объединены в мастерские, изготовлявшие сосуды как традиционных, так и новых форм; их изделия не уступали индийским или европейским того времени. Обилие специализированных форм керамики говорит о сложной экономической жизни города. Особое внимание привлекают керамические погребальные урны и переносные печи с местным культовым орнаментом.
Ремесленники-металлисты производили разнообразные изделия из железа, бронзы, олова, свинца, применялись сложные приёмы литья художественных произведений. Ремесленниками-ювелирами производились украшения из золота, серебра, драгоценных камней. Мастера-стеклоделы изготовляли чаши и кубки. На изделиях встречаются знаки ремесленников, что говорит о сложной организации ремесла.
Бапном поддерживал торговые связи не только с южноиндийскими государствами Икшваков, Паллавов, Сатаваханов, но и с Персией, Арменией, Римской империей. Велась торговля с южными провинциями империи Хань, позднее — с царством У и сменившими его южными китайскими царствами.
По данным раскопок, интенсивной была торговля с монскими государствами и государством Пью в Западном Индокитае, а также с вьетами, тямами, народами Индонезии, особенно после превращения Бапнома в морскую империю.
О развитой внутренней торговле свидетельствует обращение собственной монеты не только из золота и серебра, но и из бронзы и олова, местных и общемировых форм, с индийскими символами и без них. Монеты Бапнома найдены вплоть до Западного Индокитая; китайских монет в Бапноме в отличие от вьетских земель не обнаружено. Наличие монет и медальонов из Римской империи и государств Ближнего Востока говорит о дальних торговых связях.